# Ругам (Грама Ніладхарі)
Грама Ніладхарі Ругам (№ 185) — Грама Ніладхарі підрозділу ОС Еравур-Патту, округ Баттікалоа, Східна провінція, Шрі-Ланка.